# Drepanulatrix secundaria
Drepanulatrix secundaria är en fjärilsart som beskrevs av Barnes och Mcdunnough 1916. Drepanulatrix secundaria ingår i släktet Drepanulatrix och familjen mätare. Inga underarter finns listade i Catalogue of Life.